# Neven Subotić
Neven Subotić [ˈněʋen ˈsûbotitɕ] (serbisch-kyrillisch Невен Суботић; * 10. Dezember 1988 in Banja Luka, Jugoslawien, heute Bosnien und Herzegowina) ist ein deutscher ehemaliger Fußballspieler und Autor serbischer Abstammung. Er absolvierte von 2009 bis 2013 insgesamt 36 Partien für die serbische Nationalmannschaft und war zuvor Nachwuchsnationalspieler der Vereinigten Staaten.
Subotić begann seine Profikarriere 2007 beim 1. FSV Mainz 05, anschließend war er von 2008 bis 2018 für Borussia Dortmund und zwischenzeitlich durch einen Leihvertrag für den 1. FC Köln aktiv. In der Folgezeit stand er in der französischen Ligue 1 bei der AS Saint-Étienne und wieder in Deutschland in der Bundesliga beim 1. FC Union Berlin unter Vertrag.
2012 gründete Subotić eine Stiftung, die Trinkwasserbrunnen in Afrika baut und ein Bildungsprojekt in Deutschland unterhält. Seit dem Ende seiner Fußballkarriere im Jahr 2022 widmet er sich intensiv der karitativen Arbeit und berät beispielsweise gemeinnützige Organisationen.

## Biografie
Subotić wurde in Banja Luka im heutigen Bosnien und Herzegowina geboren. Sein Vater Zeljko wurde in Kulaši und seine Mutter Svjetlana in Brestovo geboren. Seine Eltern zogen 1990 aufgrund von Spannungen am Balkan und drohender Jugoslawienkriege mit ihm und seiner Schwester nach Deutschland. Die Familie lebte zunächst in Schömberg im Raum Pforzheim, wo er beim dortigen TSV Schwarzenberg von der F-Jugend bis zur D-Jugend spielte. Im Jahr 1999 zog er mit seinen Eltern nach Salt Lake City in die Vereinigten Staaten, um der Abschiebung nach Bosnien und Herzegowina zu entgehen. In den USA spielte er in verschiedenen Vereinen, zuletzt in Florida, und in der Jugend-Nationalmannschaft.
Subotić engagiert sich für den Verein Kinderlachen als Botschafter. 2012 gründete er alleine die Neven Subotic Stiftung mit Sitz Dortmund, um Brunnen und Sanitäranlagen in Ostafrika zu bauen. Am Weltwassertag 2023 wurde die als gemeinnützig anerkannte rechtsfähige Stiftung mit inzwischen zehn Mitarbeitern in Deutschland und Ostafrika (Stand März 2023) in well:fair foundation umbenannt. Neben Sanitäranlagen- und Brunnenbauprojekte in Äthiopien, Kenia und Tansania, von denen Stand März 2023 bereits 450 verschiedene Projekt abgeschlossen wurden, führt sie Bildungsprojekte in Deutschland durch. Vom Europäischen Parlament wurde die Stiftung für ihr Engagement mit dem Silver Rose Award 2019 ausgezeichnet.
Im Jahr 2022 erschien das Buch Alles geben. Warum der Weg zu einer gerechteren Welt bei uns selbst anfängt, das Subotić mit der Journalistin Sonja Hartwig verfasste. In diesem widmet sich Subotić anhand seiner eigenen Biographie dem Thema der sozialen Gerechtigkeit. Das Vorwort des Buches wurde von Jürgen Klopp verfasst.
Subotić spricht fließend Deutsch, Serbisch und Englisch. Er besitzt die deutsche Staatsangehörigkeit. Vormals besaß er von Geburt an die jugoslawische Staatsangehörigkeit, später die US-amerikanische und die serbische.
Am 30. September 2022 wurde ihm von Bundespräsident Frank-Walter Steinmeier unter dem Motto Brücken bauen die Bundesverdienstmedaille verliehen. Er habe, wie die anderen an dem Tag geehrten Männer und Frauen, „in herausragender Weise dazu bei[getragen], Lösungen für die globalen Herausforderungen unserer Zeit zu finden, wie die Corona-Pandemie, Armutsbekämpfung, Migration und den Klimawandel.“

## Vereinskarriere

### 1. FSV Mainz 05
Er begann im College-Team der University of South Florida und wurde dort von einem Scout entdeckt, der ihn dem damaligen Trainer des Fußball-Bundesligisten 1. FSV Mainz 05, Jürgen Klopp zum Probetraining empfahl. Dieser holte ihn 2006 nach Mainz, wo er zunächst in der Innenverteidigung der Oberligamannschaft, vereinzelt auch bei den A-Junioren eingesetzt wurde.
Am letzten Spieltag der Saison 2006/07 debütierte Subotić bei den 05-Profis im Auswärtsspiel bei Bayern München. Durch die Verletzung von Bo Svensson spielte er sich am Anfang der Saison 2007/08 als Innenverteidiger neben Nikolče Noveski in die Startaufstellung. Insgesamt absolvierte er in seiner ersten kompletten Saison als Profi 33 der 34 möglichen Spiele und erzielte dabei vier Tore.

### Borussia Dortmund

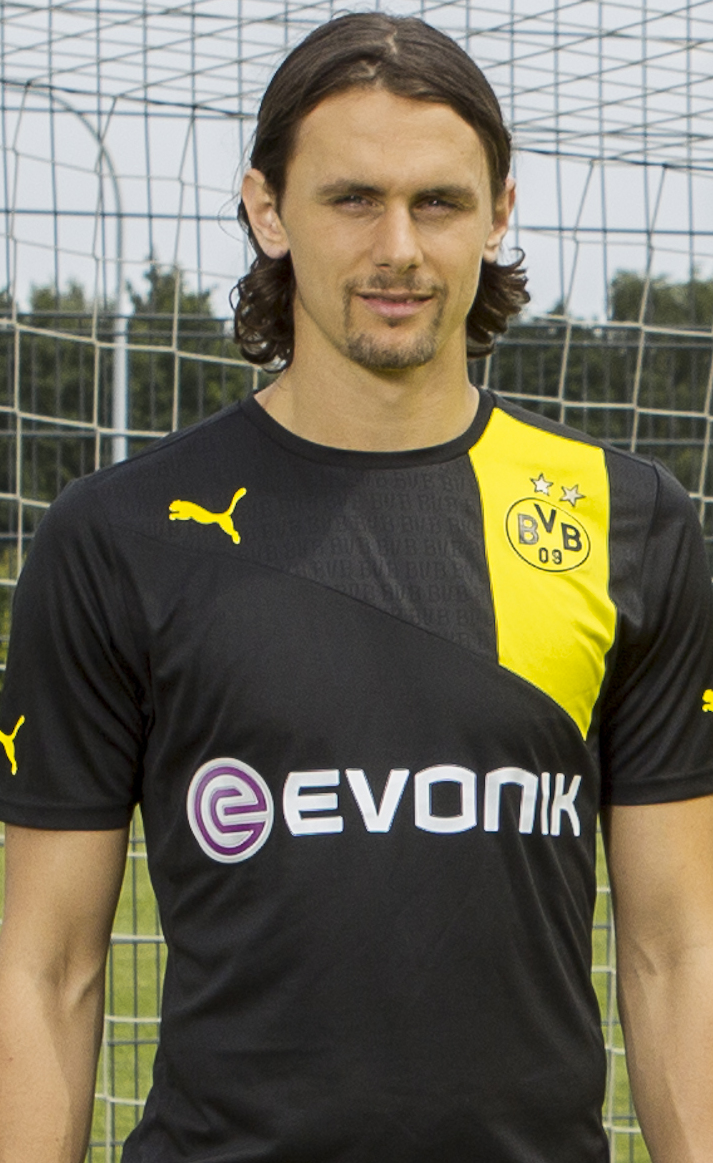
Neven Subotić im BVB-Dress (2012)

Zur Saison 2008/09 folgte Subotić seinem Trainer Jürgen Klopp zu Borussia Dortmund und unterschrieb einen bis zum 30. Juni 2013 laufenden Vertrag. Bei seinem Debüt im Spiel bei Bayer Leverkusen (3:2 für Dortmund) erzielte er mit einem Kopfball zum 3:1 seinen ersten Treffer für den BVB. Nach dem Abschied von Christian Wörns und Robert Kovač setzte Dortmunds Trainer Jürgen Klopp in der Saison 2008/09 auf die beiden erst 19-jährigen Innenverteidiger Neven Subotić und Mats Hummels. Tatsächlich kassierte der BVB mit dem neuen Abwehrduo nur 37 Gegentore und damit die zweitwenigsten der Bundesliga. In der Saison zuvor mit den Routiniers Wörns und Kovač hatte man noch die schlechteste Abwehr der Bundesliga mit 62 Gegentoren gestellt.
In der Saison 2010/11 stellte das Abwehrduo Hummels/Subotić sogar die beste Abwehr der Liga, diesmal mit 22 Gegentoren. Mit der Borussia wurde er Deutscher Meister. In seinen ersten beiden Jahren verpasste Subotić nur drei Spiele wegen Sperren nach gelber und einer gelb-roten Karte. In der Hinrunde der Saison 2011/12 fiel Subotić aufgrund einer Mittelgesichtsfraktur einen Monat aus. Knapp ein Jahr nach der Meisterschaft wurde er mit Borussia Dortmund am 32. Spieltag der Saison 2011/12 zum zweiten Mal in seiner Karriere Deutscher Meister. In der Saison 2013/14 erlitt Subotić am 12. Spieltag im Auswärtsspiel gegen den VfL Wolfsburg einen Kreuz- und Innenbandriss im rechten Knie fiel für rund ein halbes Jahr aus.

#### Leihe zum 1. FC Köln
Zur Rückrunde der Saison 2016/17 wechselte Subotić auf Leihbasis bis zum Saisonende zum 1. FC Köln. Sein Debüt für die Kölner gab er am 12. Februar 2017 (20. Spieltag) bei der 1:2-Auswärtsniederlage gegen den SC Freiburg. Er kam in der Rückrunde in 12 von 16 möglichen Spielen zum Einsatz und bildete meist mit Frederik Sørensen die Innenverteidigung. Nach der Saison wurde sein auslaufender Leihvertrag nicht verlängert.

### AS Saint-Étienne
Am 25. Januar 2018 schloss er sich der AS Saint-Étienne an und unterschrieb einen bis 2019 laufenden Vertrag. Sein Debüt für den französischen Rekordmeister gab er zwei Tage nach seiner Verpflichtung am 27. Januar 2018 (23. Spieltag) bei einem 2:1-Heimsieg im Stade Geoffroy-Guichard gegen SM Caen. In seinem siebten Ligaspiel erzielte er sein erstes Tor mit dem Führungstreffer beim 1:1 gegen Stade Rennes. Insgesamt absolvierte er 42 Spiele (3 Tore) in der Ligue 1.

### 1. FC Union Berlin
Zur Saison 2019/20 schloss er sich ablösefrei dem Bundesliga-Aufsteiger 1. FC Union Berlin an und erhielt einen Zweijahresvertrag. Subotić war über weite Strecken in der Innenverteidigung sowohl in der Dreier- wie auch in der Viererkette rechts von Marvin Friedrich gesetzt. Er erreichte mit der Mannschaft den Klassenerhalt, im Pokal spielte Subotić hingegen nicht.

### Denizlispor
Zum 2. Spieltag der Saison 2020/21 wechselte der Verteidiger noch vor dem Bundesligastart in die türkische Süper Lig zu Denizlispor und absolvierte bis Mitte Dezember 2020 fünf Ligaspiele (ein Tor). Im Januar 2021 kündigte er seinen bis 2022 laufenden Vertrag wegen ausstehender Gehaltszahlungen.

### SCR Altach
Im Februar 2021 wechselte Subotić zum österreichischen Bundesligisten SCR Altach. Er absolvierte zehn Ligaspiele. Nach der Saison 2020/21 verließ er Altach. Nach einem Jahr ohne Verein verkündete Subotić dann im Juni 2022, dass seine Karriere beendet sei.

## Nationalmannschaft

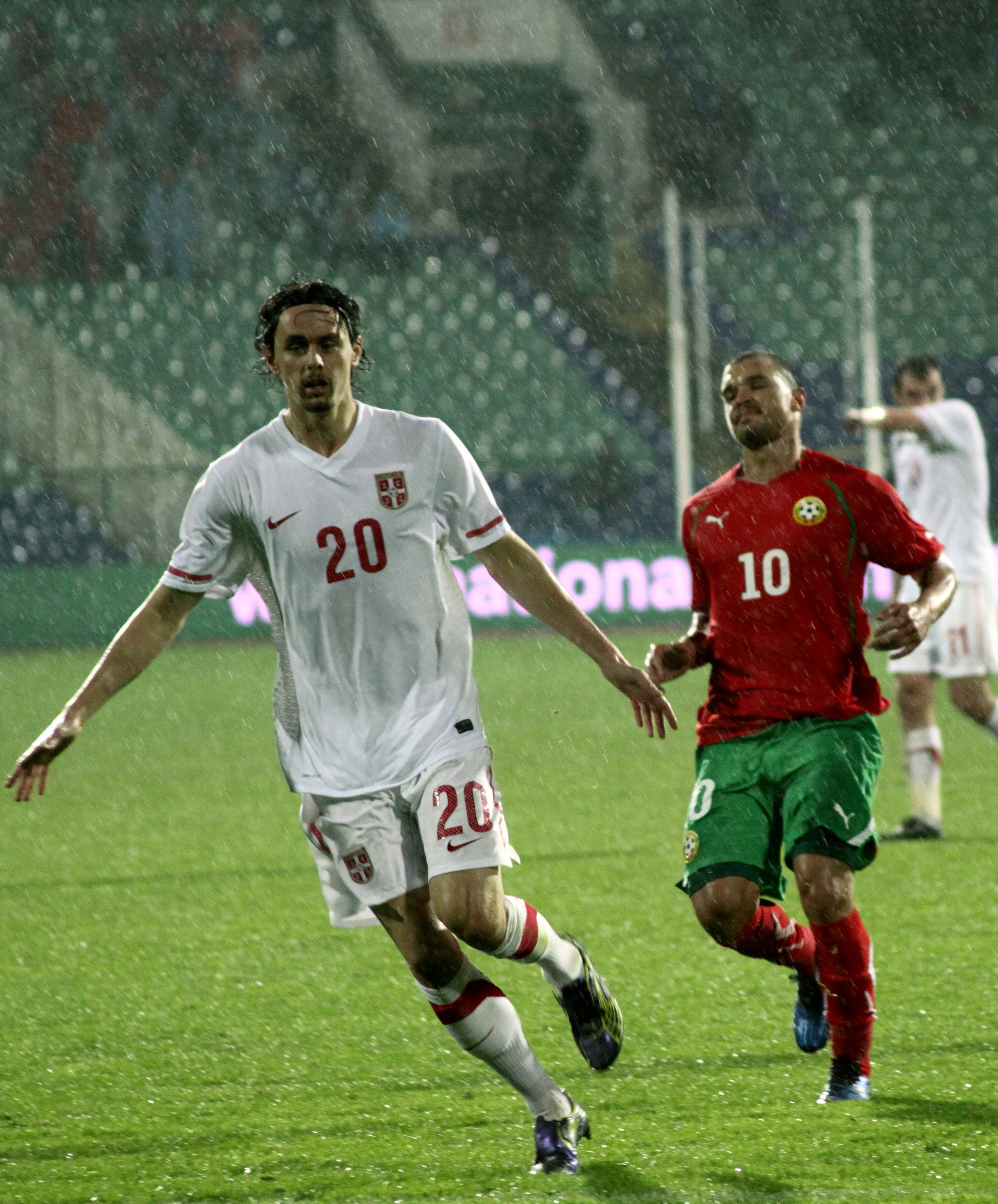
Subotić in der Nationalmannschaft (2010)

Er spielte von der U-17 bis zur U-20 in US-amerikanischen Jugendnationalmannschaften; für letztere absolvierte er zwei Spiele und erzielte dabei kein Tor.
Er lehnte ein Angebot des bosnischen Fußballverbandes ab und entschied sich im Jahre 2009, für die serbische Fußballnationalmannschaft zu spielen. Sein Debüt in der serbischen Nationalmannschaft gab Subotić am 28. März 2009 im WM-Qualifikationsspiel gegen Rumänien, das Serbien 3:2 gewann. Sein erstes Tor für Serbien erzielte er beim 2:0-Sieg am 10. Juni 2009 gegen die Färöer. Bis 2013 absolvierte er 36 Länderspiele und erzielte insgesamt zwei Tore.

## Erfolge

### Vereinsmannschaften
Borussia Dortmund
- Deutscher Meister (2): 2011 und 2012
- DFB-Pokal (1): 2012
  - DFB-Pokal-Finalist (3): 2014, 2015, 2016
- Champions-League-Finalist (1): 2013
- Deutscher Supercupsieger: 2008 (inoffiziell),[28] 2013, 2014

### Auszeichnungen
- Mitglied der VDV 11: 2010/11
- Fußballspruch des Jahres: 2009  („Er muss ja nicht unbedingt dahin laufen, wo ich hingrätsche.“)[29]
- Mannschaft des Jahres: 2011 (als Mannschaftsmitglied bei Borussia Dortmund)
- 2022: Verdienstmedaille der Bundesrepublik Deutschland[12]

## Veröffentlichungen
- Neven Subotić, Sonja Hartwig: Alles geben. Warum der Weg zu einer gerechteren Welt bei uns selbst anfängt. Kiepenheuer & Witsch, Köln 2022, ISBN 978-3-462-00233-1. Dieses Buch wurde zum Fußballbuch des Jahres 2022 nominiert.[30]

## Reportagen
- NDR Doku: Neven Subotic: Das wahre Leben nach dem Profi-Fußball auf YouTube, 10. November 2023 (Laufzeit: 29:56 min). Reportage von Jan-Dirk Bruns. In: Sportclub, NDR Fernsehen.